# Lola Le Lann

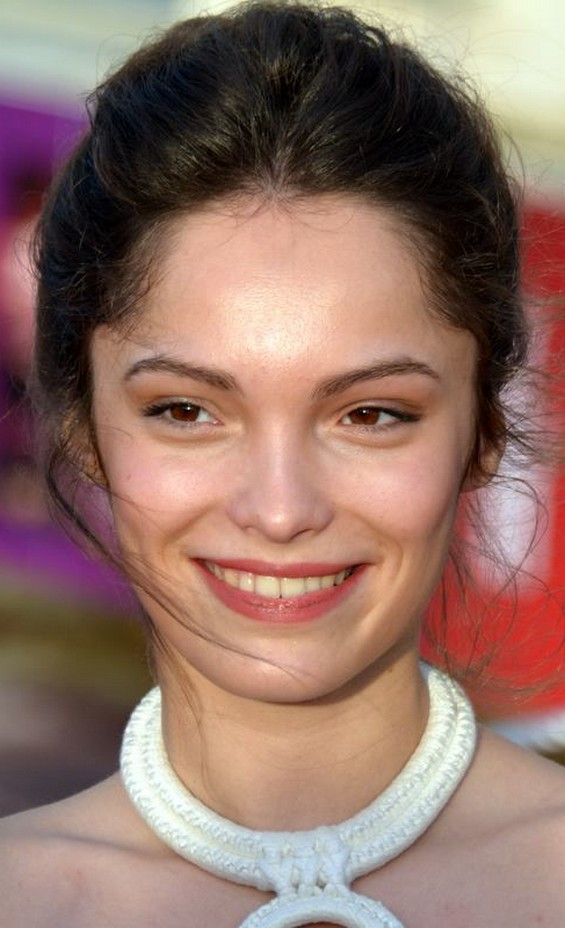
Lola Le Lann (2015)

Lola Le Lann (* 9. Februar 1996) ist eine französische Schauspielerin.

## Leben
Lola Le Lann ist die Tochter des Trompeters Éric Le Lann und der Schauspielerin und Regisseurin Valérie Stroh. Sie spielte in der Neuverfilmung des französischen Spielfilms Der Vater meiner besten Freundin neben Vincent Cassel die weibliche Hauptrolle. Angie Pohlers bezeichnet ihr Spiel im Tagesspiegel als „furchtbar aufreizend-naiv“.

## Filmografie
- 2015: Der Vater meiner besten Freundin (Un moment d’égarement)
- 2017 Addict (Fernsehserie, Folge 2x21 Casting Pervers)
- 2018: A Bluebird in My Heart
- 2018: Aux animaux la guerre (Fernsehserie, 6 Folgen)
- 2019: Versus
- 2021: Lino (Kurzfilm)
- 2022: Astrid et Raphaëlle (Fernsehserie, Folge 3x03 Natifs)
- 2022: Die Totenmauer (Le mur des morts)
- 2023: Braqueurs: Im Auge des Wolfes – Die Serie (Braqueurs, Fernsehserie, 3 Folgen)
- 2023: Mord auf dem Rummel (Killer Coaster, Fernsehserie, 8 Folgen)